# معدن‌کاری زغال‌سنگ

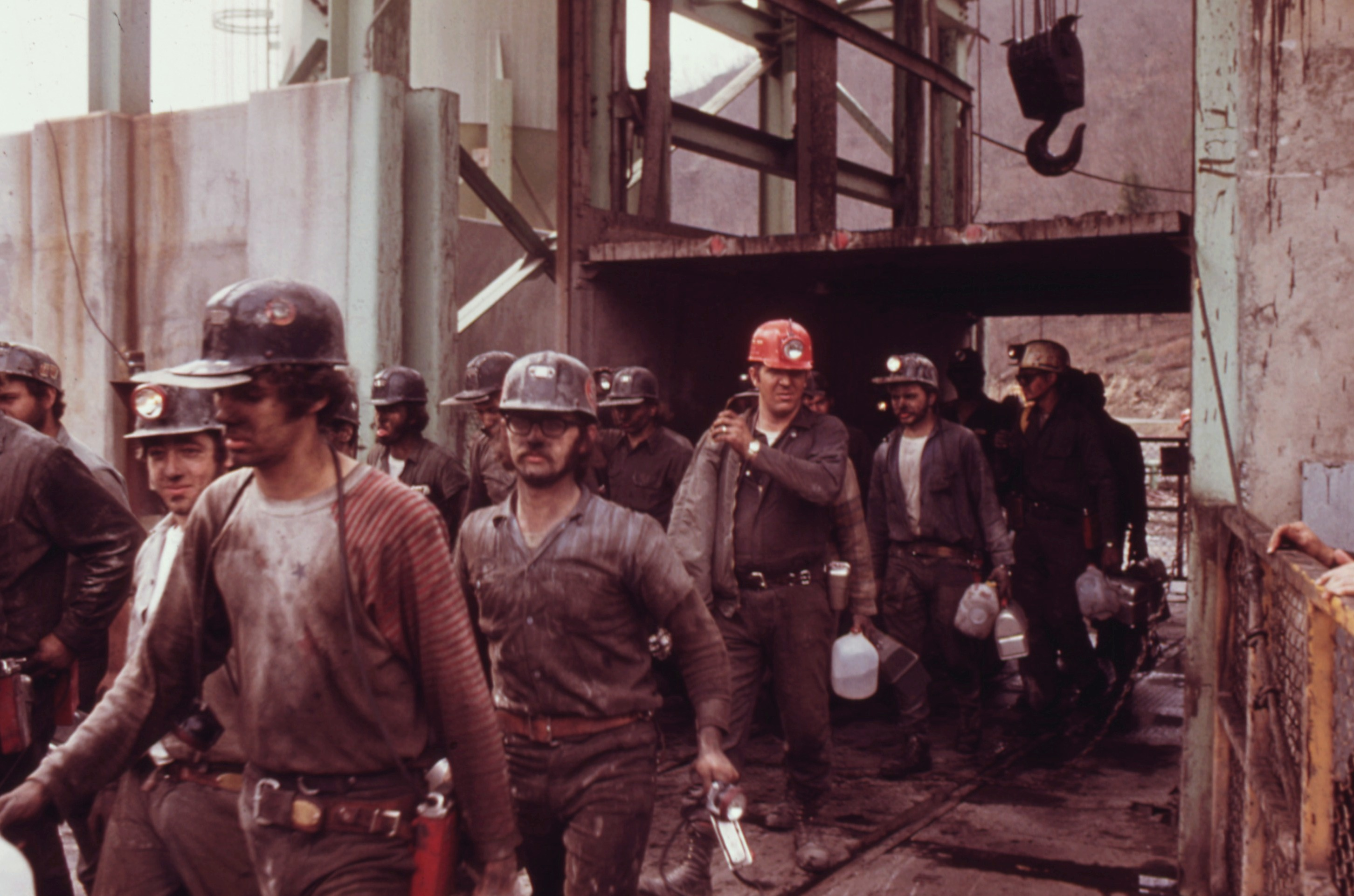
معدنکاران در حال ترک کار (۱۹۷۱)

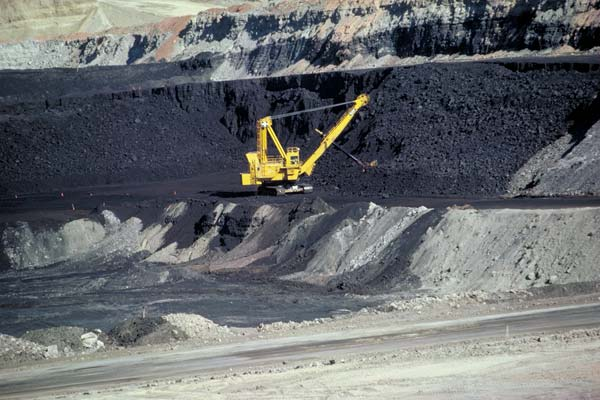
معدنکاری سطحی در وایومینگ در آمریکا.

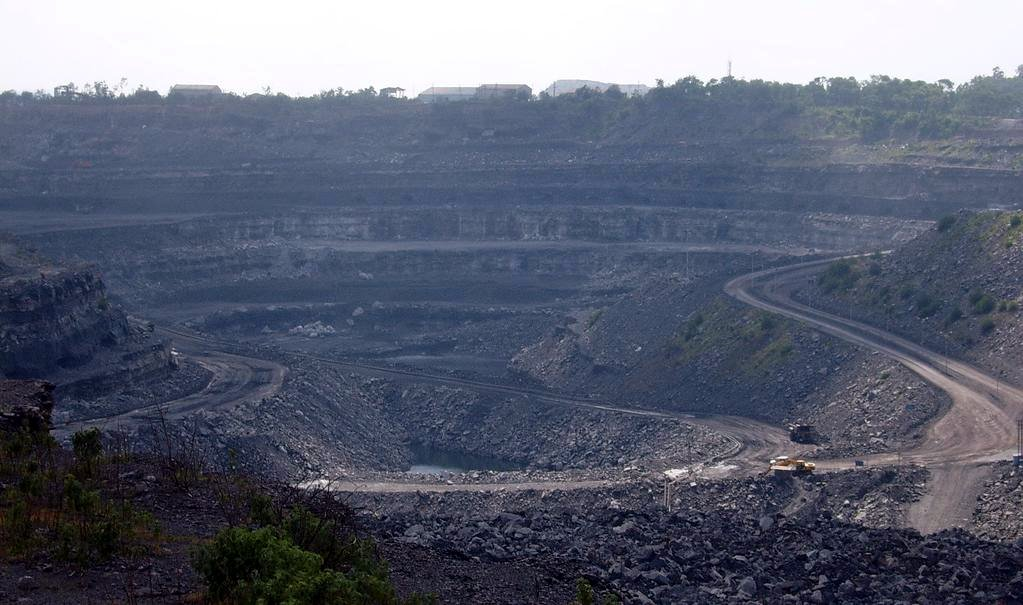
معدنی در بهار، هند.

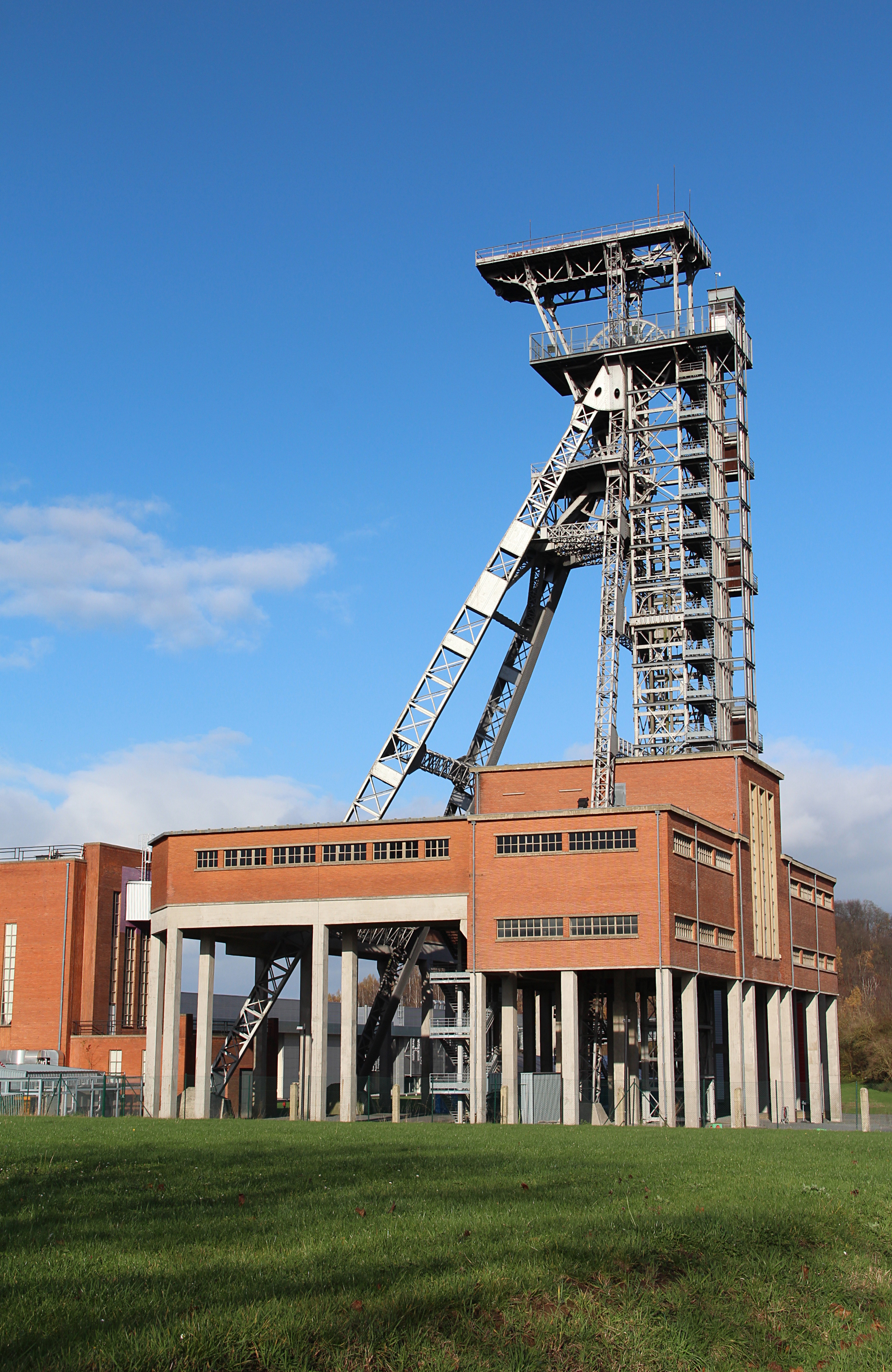
معدنی در فرموره، بلژیک.

معدنکاری زغال سنگ فرایند استخراج زغال‌سنگ از زمین است. ارزش زغال سنگ در محتوای انرژی آن است، و از دهه ۱۸۸۰ , به‌طور گسترده برای تولید الکتریسیته از آن استفاده شده است. صنایع فولاد و سیمان برای استخراج آهن از سنگ آهن و برای سیمان از زغال سنگ به عنوان سوخت استفاده می‌کنند.
در سال‌های اخیر معدنکاری زغال سنگ نسبت به روزهای اولیهٔ آن که افراد تونل زده، حفاری کرده و به‌طور دستی زغال را در گاری حمل می‌کردند بسیار توسعه یافته، و از معدن‌های سطحی و دیوار بلند استفاده می‌شود. معدنکاری در این مقیاس نیازمند درگلاین،  کامیون، کانوایر، جک (ابزار) است.